# Rhaphipodus suturalis
Rhaphipodus suturalis är en skalbaggsart som beskrevs av Audinet-serville 1832. Rhaphipodus suturalis ingår i släktet Rhaphipodus och familjen långhorningar. Inga underarter finns listade i Catalogue of Life.